# Handa (ostrov)
Handa (skotskou gaelštinou Eilean Shannda) je malý ostrov na severozápadě Skotska, součást Vnitřních Hebrid. je známý především jako přírodní rezervace, kterou spravuje organizace Scotish Wildlife Trust. Každoročně zde hnízdí velké kolonie papuchalka bělodradého a dalších mořských ptáků, proto se ostrov stal rájem ornitologů a fotografů, kteří se sem sjíždějí z celého světa.